# Macsi vasúti baleset
A macsi vasúti baleset egy 1991. február 20-án bekövetkezett szerencsétlenség volt Macs vasútállomás bejáratánál.

## Leírása
A sűrű ködben, reggel 6 óra 9 perckor a Debrecenbe közlekedő, M41-es sorozatú dízelmozdony által vontatott személyvonat beleütközött a tolatást végző szerelvényvonat Btx típusú vezérlőkocsijába. A balesetben három ember meghalt és 19 megsérült.
A 6619 sz. személyvonat 71 km/h sebességgel rohant bele a tolatást végző, 6670 sz. szerelvényvonat Btx 035 pályaszámú vezérlőkocsijába. Annak mozdonyvezetője és a személyvonat mozdonyfelvigyázója a helyszínen, a személyvonat mozdonyvezetője – súlyos sérülései következtében – a kórházban életét vesztette. A balesetben a személyvonat 19 utasa és jegyvizsgálója is megsérült. Az ütközés következtében a vezérlőkocsi gyakorlatilag teljesen megsemmisült, alváza a mozdony elé gyűrődött, a kocsiszekrénye pedig a mozdony fölé torlódott. A mozdony „A” vége súlyosan megsérült. Öt további személykocsi erősen, négy pedig kisebb mértékben megrongálódott.

## A balesetvizsgálat eredménye
A MÁV szakértői által lefolytatott balesetvizsgálat a „Megállj!” állású alakjelzőn való túlhaladása miatt az M41-es mozdony vezetőjét hibáztatta. A baleset további oka az érkező vonat közeledésekor a bejárati oldalon meg nem engedett tolatás is volt. A baleset bekövetkezéséhez a sűrű köd is hozzájárulhatott, a látótávolság 10 és 50 méter között volt.